# 東神戸町
東神戸町（ひがしかんべちょう）は、愛知県田原市の地名。25の小字が設置されている。

## 地理
旧田原町北東部に位置する。東は六連町、西は南神戸町、南は遠州灘に接する。

### 字一覧
字名は以下の通りである。
| - 新古（あらこ） - 市坊（いちぼう） - 井戸島（いどじま） - 御農（おのう） - 郷裏（ごううら） - 三軒屋（さんげんや） - 新田（しんでん） - 杉林（すぎばやし） - 清七平古（せいしちひらこ） | - 仙路山（せんじやま） - 高山（たかやま） - 玉屋（たまや） - 柞木（だものき） - 寺裏（てらうら） - 寺東（てらひがし） - 東ケ谷（とうがや） - 百々境（どうどうさかい） | - 中島（なかじま） - 中新田（なかしんでん） - 南松（なんまつ） - 西島（にしじま） - 東新田（ひがししんでん） - 本田（ほんでん） - 曲坂（まがりさか） - 山中（やまなか） |

### 河川
- 豊川用水[5]

## 歴史

### 地名の由来
神戸村の東部に位置することによる。

### 沿革
- 1882年（明治15年） - 渥美郡神戸村より旧東ケ谷村の範囲が分離独立して、同郡東神戸村として成立[7]。
- 1889年（明治22年） - 再び神戸村に併呑され、同村大字東神戸となる[7]。
- 1955年（昭和30年） - 合併に伴い、田原町大字東神戸となる[7]。

## 世帯数と人口
2015年（平成27年）10月1日現在の世帯数と人口は以下の通りである。
| 町丁     | 世帯数 | 人口  |
| -------- | ------ | ----- |
| 東神戸町 | 76世帯 | 294人 |

### 人口の変遷
国勢調査による人口の推移
| 2005年（平成17年） | 348人 | [ 8 ] |  |
| 2010年（平成22年） | 317人 | [ 9 ] |  |
| 2015年（平成27年） | 294人 | [ 2 ] |  |

## 学区
市立小・中学校に通う場合、学区は以下の通りとなる。また、公立高等学校に通う場合の学区は以下の通りとなる。
| 番・番地等 | 小学校             | 中学校             | 高等学校 |
| ---------- | ------------------ | ------------------ | -------- |
| 全域       | 田原市立神戸小学校 | 田原市立東部中学校 | 三河学区 |

## 施設
- 熊野神社[5]
- 曹洞宗天友寺[5]

## その他

### 日本郵便
- 郵便番号 : 441-3414[3]（集配局：田原郵便局[12]）。